# Paul Duden
Paul Duden (Soest, 30 ottobre 1868 – Oberstdorf, 7 febbraio 1954) è stato un chimico tedesco.
Figlio del linguista Konrad Duden, fu allievo di Ludwig Knorr e docente all'ateneo di Jena.
Importante chimico industriale, si prodigò nella ricerca di metodi di preparazione di acido acetico, acetone e acetato.